# PLAY (安室奈美恵のアルバム)
『PLAY』（プレイ）は、安室奈美恵の8枚目のオリジナルアルバムで、2007年6月27日にavex traxから発売された。

## 解説
前作『Queen of Hip-Pop』以来、約2年ぶりとなったオリジナルアルバム。CD+DVD・CDの2パターンでリリース。韓国でも同時リリース。「Baby Don't Cry」などシングル曲4曲（「White Light」、「人魚」を除く）を含む全12曲収録。
2012年6月27日にPLAYBUTTONが限定生産盤として発売された。
同年9月16日にデビュー20周年を記念して、CD（ジャケットB）が期間限定スペシャルプライス盤として再発売された（同年12月25日までの期間限定発売）。
上記以外にも「Violet Sauce」をアルバム・バージョンで「Violet Sauce (SPICY)」として収録。DVDにはシングル曲3曲のPVに加え、「Hide & Seek」、「Hello」のPVを収録。他にも特典映像として、自身が大ファンというCGアニメ「The World of GOLDEN EGGS」（ザ・ワールド・オブ・ゴールデン・エッグス）とのスペシャル・コラボで実現したスペシャル・ムービーを収録。安室サイドからの熱烈オファーで実現したこのコラボ映像では、自身をモチーフに作られた新キャラ“安邑（アムラ）”役で声優にも初挑戦している。また、CDのみの形態は初回限定盤のみ特典として、“PLAY オリジナル ポリスバッジ・ステッカー”と題したステッカーが封入された。

## コンセプト
アルバムのコンセプトは“遊び好きな大人の街”。ジャケット、リード曲「Hide & Seek」の最新PVでコスプレに初挑戦し、先行シングル「FUNKY TOWN」からインスパイアされたという「コンセプトに沿った架空の街に合う人物たちを登場させ、攻撃的なイメージにしたい」との自身のアイディアから“ムチ”をキーアイテムに使用。本作のプロデュースは、前作同様、T.Kura・michico夫妻にNao'ymtが参加。キャッチコピーは、“R&B/Hip-Hop”を軸に独自のスタイルで自由に遊んだ安室奈美恵のニュー・スタイルを感じ取れるアルバム”。

## リリースマーケティング、プロモーション
アルバム曲「Top Secret」は、日本テレビの深夜枠で同年5月24日からスタートしたアメリカのドラマ「プリズン・ブレイク」のシーズン2日本版テーマソングとして発売前からオンエア。また、前作ではTVパフォーマンスのプロモーションはなかったものの、今作では約1年ぶりに出演した「ミュージックステーション」を皮切りに、各音楽番組で「Hide & Seek」や「Hello」を披露した。その他、MTVの6月度“artist of the month”に選出され、特集番組が組まれた。「Hide & Seek」のPVで、SPACE SHOWER Music Video Awards 08のBEST FEMALE VIDEO（女性ソロ最優秀ビデオ）、MTV Video Music Awards Japan 2008のBest R&B Video（最優秀R&Bビデオ）を受賞した。
発売記念企画として、ニッポン放送「オールナイトニッポン」で初のラジオパーソナリティを担当し6月16日にファン100人を招待して公開収録を行った。この模様は6月25日（月）深夜1時から「安室奈美恵のオールナイトニッポン」としてオンエアされた。他にも発売週の7月1日には、千葉県浦安市舞浜のヘリポートに格納庫特設ステージを設け、「TSUTAYA」での購入者を限定対象としたシークレット・ライヴを開催。アルバムのコンセプトである近未来の街と攻撃的なイメージに合わせて同所が選出され、約2万通の応募の中から抽選で300組ペア600人を無料招待し、“PLAY”仕様のヘリコプター3台に囲まれたステージで収録曲5曲をパフォーマンスした。また2日から“PLAY”キャンペーンと題して、“PLAY”仕様のラッピングバスが全国4都市（札幌・名古屋・大阪・福岡）を走った。
本作を引っさげて同年8月〜翌年2月までホール65本と自身最多公演数となる日本横断ツアー『namie amuro PLAY tour 2007-2008』を開催し、14万5,000人を動員。2008年4月には台湾で4年ぶりのアジア公演『namie amuro PLAY MORE!! in Taipei』を開催した。

## チャート成績
エイベックスによると、発売日までに初回50万枚を出荷。オリコン調べによると、初動セールスで前作を上回り、4thアルバム『GENIUS 2000』（2000年）以来、実に7年5ヶ月ぶりに首位を獲得。同時に、グループ出身の女性アーティストによる最多首位アルバム獲得数を6作に更新し、歴代1位タイ記録（岡村孝子：元あみん）に並んだ。2週目も首位をキープし、7月度の月間ランキングでも首位を獲得。2007年間ランキングでは15位を記録した。
累計出荷枚数は67.4万枚。累計売上枚数は54.3万枚。

## 収録曲

### CD・PLAYBUTTON
1. Hide & Seek
作詞・作曲・編曲：Nao'ymt
今作のリード曲
エイベックス・グループ・ホールディングス「ミュゥモ」CMソング
2. Full Moon
作詞・作曲・編曲：Nao'ymt
3. CAN'T SLEEP, CAN'T EAT, I'M SICK
作詞：michico
作曲：T.Kura & michico
編曲：T.Kura
31stシングル
ドワンゴ「イロメロミックスDX」CMソング
エイベックス・グループ・ホールディングス「ミュゥモ」CMソング
4. It's all about you
作詞：michico
作曲：T.Kura & michico
編曲：T.Kura
5. FUNKY TOWN
作詞：michico
作曲：T.Kura, L.L.Brothers, michico
編曲：T.Kura
33rdシングル
ユニリーバ・ジャパン「新リプトン リモーネ」CMソング
6. Step With It
作詞：michico, L.L.Brothers
作曲：T.Kura & michico, L.L.Brothers
編曲：T.Kura
7. Hello
作詞：Angie Irons & michico
作曲：T.Kura & Angie Irons
編曲：T.Kura
エイベックス・グループ・ホールディングス「ミュゥモ」CMソング
8. Should I Love Him?
作詞：michico
作曲：T.Kura & michico
編曲：T.Kura
9. Top Secret
作詞・作曲・編曲：Nao'ymt
日本テレビ系列「プリズン・ブレイク シーズン2」日本版テーマソング
10. Violet Sauce (Spicy）
作詞・作曲・編曲：Nao'ymt
30thシングルのアルバムバージョン
GAGA配給アメリカ映画「Sin City」日本版イメージソング
11. Baby Don't Cry
作詞・作曲・編曲：Nao'ymt
32ndシングル
フジテレビ系列火10ドラマ「ヒミツの花園」主題歌
JOYSOUND「ポケメロ」CMソング
UULA恋愛体感『ファーストクラス』主題歌
12. Pink Key
作詞・作曲・編曲：Nao'ymt
ユニリーバ・ジャパン「リプトン シフォン ミルクティー」CMソング

### DVD
1. Hide & Seek (VIDEO CLIP)
監督：川村ケンスケ
振付：Tetsuharu
2. CAN'T SLEEP, CAN'T EAT, I'M SICK (VIDEO CLIP)
監督：武藤真志
振付：Shawnette Heard
3. FUNKY TOWN (VIDEO CLIP)
監督：内野政明
振付：黒須洋壬（THE CONVOY）
4. Hello (VIDEO CLIP)
監督：川村ケンスケ
振付：Akiko
5. Baby Don't Cry (VIDEO CLIP)
監督：武藤真志

BONUS CONTENTS
- NAMIE AMURO × The World of GOLDEN EGGS SPECIAL MOVIE GUSHIケン バンド feat. 安室奈美恵 (曲名：「民族音楽と電子音楽の未だかつてない何か」)
クリエーティブディレクター：臺佳彦
監督：文原聡

## 参加ミュージシャン
- 安室奈美恵：Vocal (全曲)

Additional Musician
- T.KURA：All Instruments (#3〜8)
- Nao'ymt：All Instruments (#1,2,9,11,12)、Additional Vocals (#1,12)
- 竹内朋康：Guitar (#10)
- MICHICO：Additional Vocals (#3,5,6,7,8)
- HIROMI：Additional Vocals (#1,9,11,12)
- LL BROTHERS：Additional Vocals (#5,6,8)
- サム・ソルター：Additional Vocals (#3)
- WARNER：Additional Vocals (#5)
- ORITO：Additional Vocals (#8)
- TIGER：Additional Vocals (#8)
- Ring：Additional Vocals (#12)
- Jun：Additional Vocals (#12)

## 発売形態
| 形態       | 発売日        | 品番         | ジャケット  | 備考                                                                                                |
| ---------- | ------------- | ------------ | ----------- | --------------------------------------------------------------------------------------------------- |
| CD+DVD     | 2007年6月27日 | AVCD-23342/B | ジャケットA | 一部で「初回限定DVD付」と誤って表記されているが、通常流通品（永続販売）であり、初回限定盤ではない。 |
| CD         | 2007年6月27日 | AVCD-23343   | ジャケットB | 初回限定盤のみポリスバッジステッカー封入。                                                          |
| CD         | 2012年9月16日 | AVCD-38609   | ジャケットB | 期間限定スペシャルプライス盤。                                                                      |
| PLAYBUTTON | 2012年6月27日 | AQZD-50739   | ジャケットA | 限定生産盤。                                                                                        |

## 関連DVD
- ライブDVD/Blu-ray『namie amuro PLAY tour 2007』（DVD：2008年2月27日、Blu-ray：2010年12月15日）